# Lavotta Rezső
Izsépfalvi Lavotta Rudolf Rezső (Budapest, 1876. május 1. – Budapest, 1962. március 23.)  magyar karmester, zeneszerző, zenetörténész, könyvtáros. Apja izsépfalvi Lavotta Lajos Gusztáv sütőmester (1837-1911), anyja Singhofer Borbála (1845, Pest).  Felesége Szalay Margit (1896-1969)

## Életútja, munkássága
A budapesti Zeneakadémián Koessler János volt a mestere, majd nyolc évig Párizsban Vincent d’Indy francia zeneszerző iskolájában tanult. 1913–1919 között a kolozsvári Zenekonzervatórium igazgatója volt, 1920-tól Budapesten a Nemzeti Újság zenekritikusa, az OSZK zenei gyűjteményének munkatársa, vezetője 1944-ig. Közben 1922–35-ben a Nemzeti Színház karnagya, ahol számos dalt és színházi kísérőzenét komponált.

## Főművei
- Szimfónia, két opera, egy vígopera, egy balett, mise (d-moll);

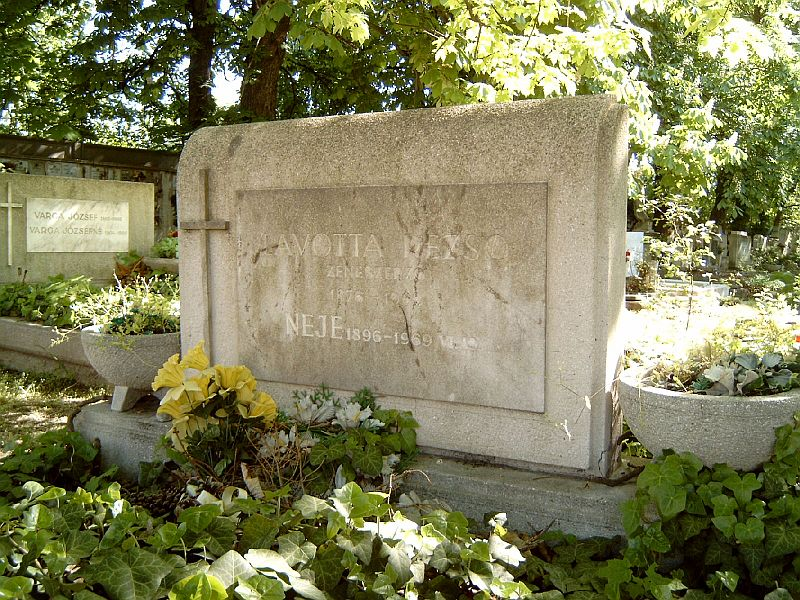
Lavotta Rezső sírja az Új köztemetőben

- Karnevál (operett, 1927);
- Sakuntala (szvit, 1933);
- Orientalia (szvit, 1939).

## Zenetörténeti és -esztétikai írásai
- Általános zenetörténet; Németh, Bp., 1912 (Zenetudományi könyvtár, 7.)
- A programmzenéről; Ruzsnák–Türk Nyomda, Bp., 1912 (Zenetudományi könyvtár, 4.)
- A tánc psychologiája; Németh, Bp., 191? (Zenetudományi könyvtár, 11.)
- Zene esztétika; Németh, Bp., 1916 (Zenetudományi könyvtár, 20.)
- Általános zenetörténet; 4. bőv. kiad.; Németh, Bp., 1923 (Zenetudományi könyvtár, 7.)
- Zenei kéziratok. 2. Kéziratos zeneművek; Magyar Nemzeti Múzeum Könyvtára, Bp., 1940 (A Magyar Nemzeti Múzeum Könyvtárának címjegyzéke, 6/2.)